# Jacques Feyder
Jacques Feyder (n. 21 iulie 1885, Elsene, Comunitatea Francofonă din Belgia⁠(d), Belgia – d. 24 mai 1948, Prangins⁠(d), cantonul Vaud, Elveția) a fost un actor belgian, scenarist și regizor care a lucrat mai ales în Franța, dar și în Statele Unite, Marea Britanie sau Germania. Este cunoscut ca regizor de filme mute în anii 1920, iar în anii 1930
a devenit asociat cu realismul poetic al cinematografiei franceze. A devenit cetățean francez în 1928.